# شهرستان آمودریا
ناحیهٔ آمودریا از ناحیه‌های ازبکستان است که در قره‌قالپاقستان واقع شده‌است.